# BoneTown
BoneTown è un videogioco d'avventura dinamica pornografico in stile cartone animato 3D, sviluppato dalla D-Dub Software e pubblicato dalla DWC Software nel novembre del 2008 per la piattaforma Microsoft Windows. Il videogioco è disponibile esclusivamente in lingua inglese.
Il gioco è concepito con contenuti satirici e volgari, inadatti a un pubblico infantile, tanto che la ESRB lo ha classificato come Adult Only (solo per adulti), limitandone la commercializzazione negli Stati Uniti. Per aggirare questo problema, la D-Dub Software ha deciso di rendere il prodotto disponibile attraverso il proprio sito web.
Nel gennaio del 2013, su Steam, è stata distribuita una versione censurata del gioco, BoneTown: Mature Edition, in cui i contenuti sessualmente espliciti erano stati rimossi. Nel 2021, Steam ha modificato le sue politiche, consentendo l’inserimento di videogiochi con contenuti sessuali espliciti. La D-Dub Software ha quindi pubblicato su Steam BoneTown: The Second Coming Edition nel giugno del 2021, una versione migliorata e priva di censura.
Il videogioco presenta alcune similitudini superficiali con la serie Grand Theft Auto per quanto riguarda caratteristiche di gioco come il movimento del personaggio, l'attivazione delle missioni, la mappa di orientamento e l'interazione con i personaggi chiave.

## Ambientazione
Il gioco si svolge sulle fittizie Isole Bone, interconnesse tra loro tramite tunnel sottomarini, formando così la città di BoneTown. Le diverse isole rappresentano ceti sociali e culturali, proposti in modo satirico, talvolta offensivo, dissacrante e osceno. Le ambientazioni variano da zone desolate povere di dettagli a aree ampie e ricche di strutture e zone segrete, ognuna con uno stile unico.
Nel mondo di gioco, l'arcipelago è stato in passato abitato solo dai pigmei, fino a quando non è stato colonizzato da nativi americani e successivamente da un gruppo di marinai mormoni, che si sono stabiliti sulle isole per l'abbondanza di flora e risorse naturali. Le isole sono state chiamate Bone in onore del fondatore Jebediah Bone. Grazie alla biodiversità della flora selvatica presente, gli abitanti si sono dedicati alla coltivazione e produzione di spezie, rimedi naturali e droghe da importare e vendere.
La città di BoneTown è diventata un grande centro di commercio ed è considerata una delle città più sfrenate del mondo, essendo priva di un governo che imponesse leggi restrittive sulla libertà individuale. BoneTown ha sviluppato una forma estrema di tolleranza, dove ogni cittadino può praticare sesso libero e consumare ogni tipo di droga. Tuttavia, un'azienda chiamata "The Man Inc." ha deciso di limitare quella che considerava libertà eccessiva, proibendo il consumo di stupefacenti. Con l'ascesa di un nuovo leader più conservatore alla "The Man Inc.", è stata istituita una vigilanza privata e promulgata la Man Decency Act (Legge della Decenza "Man"), il cui scopo è proibire il consumo di droghe e il sesso libero, applicando la forza e la detenzione. Gli abitanti di BoneTown hanno iniziato a protestare contro "The Man Inc.", ma a causa dell'enorme potere detenuto dall'azienda sulla città, non sono riusciti a ottenere risultati significativi, rimanendo soggetti alle regole oppressive degli agenti "Man".

### Storia

Gli indiani orientali (a sinistra) che minacciano i nativi americani (a destra) di cacciarli via definitivamente dalla riserva indiana e da BoneTown.

Capitolo introduttivo
Il personaggio giocante, giunto a BoneTown, viene svegliato da un ragazzo ubriaco che gli urina addosso e lo insulta, scambiandolo per una medusa arenata. Il protagonista affronta Billy, infliggendogli una lezione (primo tutorial sulle funzioni di gioco). Una bellissima ragazza di BoneTown di nome Candy si avvicina e spiega al protagonista cosa sia realmente importante a BoneTown, sia in senso letterale che figurato: per entrare nelle grazie delle ragazze, sopravvivere alla cruenta situazione e acquisire prestigio. Durante una dimostrazione pratica (secondo tutorial sulle funzioni di gioco), nonostante le proteste di Candy riguardo alla politica antiproibizionista di BoneTown, viene arrestata per atti osceni in luogo pubblico e portata via, mentre il protagonista, messo fuori combattimento, rimane svenuto sulla spiaggia.
Successivamente, viene aiutato da Uzi, un abitante ebreo di BoneTown, che gli spiega la situazione nella città e gli fornisce insegnamenti fondamentali per sopravvivere agli agenti "Man" (terzo tutorial sulle funzioni di gioco). Da quel momento, il protagonista si impegna ad aiutare diversi abitanti di BoneTown a risolvere i loro problemi causati dagli agenti "Man" e dai mormoni.
Chapter 1 Sgt. Save a crackwhore (Capitolo 1 Serg. Salva la tossica puttana)
Il protagonista, giunto a BoneTown, deve aiutare Tricksy, una tossicodipendente che si prostituisce vicino alla stazione di rifornimento della "Spiaggia del Missionario". Tricksy spiega di avere bisogno di crack, ma a causa del suo lavoro non può andare a prenderlo e chiede quindi al protagonista di farlo per lei. Dopo aver consegnato il crack a Tricksy, Tyrone, il suo protettore, si avvicina lamentandosi delle scarse entrate e accusandola di non lavorare abbastanza a causa della sua dipendenza. Tricksy si difende dicendo che i clienti sono spaventati dall'intervento degli agenti "Man", ma Tyrone non accetta la sua giustificazione e le dà un pugno. A questo punto, Tyrone si rivolge al protagonista, accusandolo di interferire nei suoi guadagni. Dopo aver sconfitto Tyrone, Tricksy, sentendosi in debito, lo ricompenserà con del sesso orale.
Chapter 2 Jungle Cock Fever (Capitolo 2 La Febbre del Cazzo della Giungla)
In questo capitolo, il protagonista deve aiutare gli abitanti di "Terra Natia" contro le incursioni dei pigmei. Uzi gli spiega che gli indigeni pigmei della "Foresta del Durolegno" abusano delle donne ebree. Gli uomini ebrei di Terra Natia non tollerano queste incursioni e cercano di rinchiudere le loro donne in casa per proteggerle, ma senza successo: le donne escono volontariamente per farsi abusare dai pigmei. Uzi afferma che i pigmei, essendo di bassa statura, compensano con dimensioni eccezionali e contagiano le donne con la "febbre del cazzo della giungla". Il protagonista deve quindi scacciare i pigmei e, successivamente, Uzi chiederà aiuto per salvare sua moglie Rita, che è stata anch'essa colpita dalla malattia. Dopo averla salvata, Uzi spiega che dovranno ricorrere al sesso a tre come cura.

Chapter 3 The Vagetariam Show (Capitolo 3 L'esibizione della Vagi-taliana)
In questo capitolo il protagonista dovrà aiutate due hippy vegani, Marley e Brandy, a recuperare una carota rubata da un gruppo di mormoni. Brandy racconta che coltiva insieme a Marley delle verdure in modo ecologico (vedendo Marley che fuma erbaccia si intuisce coltivi altro), ma i mormoni bloccano le attività di coltivazione dei due, costringendo gli abitanti vegani ad acquistare del cibo biologico nei supermercati. Marley afferma che è tutta opera della The Man Inc. per aumentare i consumi. Il protagonista, dopo aver recuperato la carota, la riporta agli hippy, ma viene attaccato dagli agenti Man, venuti ad arrestare i due per aver rubato la carota recuperata dai mormoni (in realtà non sono venuti per il furto della carota, ma per la droga). Dopo che il protagonista avrà messo fuori combattimento gli agenti Man e salvato i due hippy, Brandy gli chiederà di assisterla nell'uso della sua carota recuperata.
Chapter 4 Full Metal Jerk lt (Capitolo 4 Grossi Strattoni in Metallico)
In questo capitolo, il protagonista deve aiutare Ching Chang Chong, un asiatico in vacanza a BoneTown. Ching Chang Chong spiega che sua figlia, Tang Gi Pu Tang, è stata rapita da un gruppo di pirati asiatici, che la tengono in ostaggio nel complesso di appartamenti di lusso "Appartamenti: Bone Vista" e chiedono un riscatto per rilasciarla. Poiché non può permettersi di pagare il riscatto, Ching Chang Chong chiede al protagonista di salvare sua figlia.Il protagonista, dopo aver sconfitto le guardie all'esterno del complesso, arriva in tempo per salvare la ragazza dai pirati, intenti ad abusare di lei. Dopo aver messo fuori combattimento i nemici, il protagonista trova Ching Chang Chong fuori dal palazzo. Questi spiega che dei pervertiti stanno importunando sua figlia e chiede nuovamente aiuto per liberarla da loro. Una volta risolto il problema, Tang Gi Pu Tang ringrazia il protagonista secondo la tradizione di famiglia.
Chapter 5 Running of the Juices (Capitolo 5 Corsa dei Succhi)
In questo capitolo, il protagonista deve aiutare il capo tribù indiano Teschio Rosso contro gli odiati indiani orientali. Teschio Rosso crede che il protagonista sia stato mandato dai grandi spiriti per evitare che sua figlia venga profanata dai malvagi indiani orientali e chiede il suo aiuto per assisterla nel suo bagno sacro, inteso in senso rituale. Prima di procedere, però, il protagonista deve dimostrare di essere il prescelto portando a termine alcuni compiti: recuperare un oggetto sacro, un teschio di bovino decorato, dal fratello Tronco Rosso e riportarlo a Teschio Rosso.Una volta che il protagonista riporta l'oggetto, Teschio Rosso indica il luogo sacro dove sua figlia pratica la cerimonia. Spiega che gli indiani orientali cercano di profanare il rito e sua figlia, e quindi il protagonista deve tenere lontano i nemici da Pokacuntas, arrivando prima di loro in cima al monte del totem. Dopo aver evitato che il rito venga profanato, Pokacuntas ringrazia il protagonista e gli conferisce l'onore di completare il rito aiutandola a raggiungere l'orgasmo.
Chapter 6 A Royal Penis Whooping (Capitolo 6 Un Regale Pene Urlante)
In questo capitolo, il protagonista deve aiutare Poonjam a fermare il capo degli Indiani Orientali, Sanji, dal distruggere i rivali nativi americani. Poonjam rivela che Sanji è determinato a porre fine alla rivalità tra le due fazioni, una situazione che ha raggiunto il limite della tolleranza, aggravata dalla nascita del figlio di Poonjam con un nativo americano, avvenuta in segreto.Poonjam avverte che i nativi americani non hanno possibilità di vittoria contro Sanji, poiché quest'ultimo ha acquisito il potere di un antico artefatto che conferisce invincibilità assoluta. Per sconfiggere Sanji, Poonjam chiede al protagonista di recuperare l'artefatto, l'unico in grado di ferirlo. Questo oggetto è custodito da un intero squadrone di agenti Man assoldati dai mormoni, che lo sorvegliano dietro al centro commerciale degli Indiani Orientali per aiutare Sanji a spodestare i suoi rivali dalla loro terra.Poonjam spiega che il recupero dell'artefatto è impossibile senza una droga straordinaria che ha rubato dalla sua gente: il peyote viola, capace di rendere invisibile chi lo consuma per un lungo periodo. Grazie a questa pianta, il protagonista potrà muoversi inosservato tra gli agenti Man e recuperare l'artefatto in legno a forma di fallo. Una volta ottenuto, Poonjam avverte che non c'è più tempo e che il protagonista deve dirigersi verso la riserva indiana.Arrivato alla riserva, il protagonista combatterà al fianco dei nativi americani contro gli Indiani Orientali guidati da Sanji. Dopo un intenso dibattito, le due fazioni si daranno battaglia. Una volta sconfitto Sanji, Poonjam ringrazierà il protagonista offrendogli una ricompensa inaspettata: un incontro sessuale basato su una posizione segreta del Kāma Sūtra.
Chapter 7 Mexican Style De Virginizing (Capitolo 7 Lo Stile Messicano del Brio-verginale)
In questo capitolo, il protagonista partecipa a una festa messicana caratterizzata da un gioco audace, simile alle sedie musicali, ma con una svolta provocatoria: al posto delle sedie, ci saranno ragazze con cui i partecipanti dovranno avere rapporti sessuali. Gli organizzatori, Pedro e Maria, chiariscono che non si tratta di una festa convenzionale, ma di un’orgia vera e propria.Dopo aver illustrato le regole del gioco, Pedro dà il via all'evento. Il protagonista deve convincere una ragazza a unirsi a lui prima che un altro partecipante lo metta a terra e tenti di fare lo stesso. Poiché ci saranno più uomini che donne, la competizione si fa intensa. La gara si svolge in quattro round, durante i quali il protagonista deve riuscire ad avere rapporti con almeno una ragazza per ogni round.Al termine del quarto round, però, degli agenti Man irrompono per cercare di interrompere la festa. Il protagonista deve quindi aiutare i messicani a liberarsi dei guastafeste e a evitare che tre di loro vengano messi fuori combattimento. Dopo aver sconfitto gli agenti Man, Pedro e Maria ringraziano il protagonista per il suo intervento e Maria gli offre una ricompensa inaspettata: un incontro sessuale come segno di gratitudine per aver salvato la festa.
Chapter 8 Bitches Get it in the end (Capitolo 8 La Cagnia Arrivare alla fine)
In questo capitolo, il protagonista deve assistere una studentessa della Bone University di nome Britney nell'organizzazione di una festa per la sua confraternita, la ♡ ΣΕΧ (Ichthys Hearts Sigma Epsilon Chi). Britney spiega che ha bisogno di alcuni favori per realizzare l'evento e, in cambio, garantirà la partecipazione del protagonista.La missione si articola in tre parti: 
1. Scattare foto compromettenti: Il protagonista deve fotografare le ragazze della confraternita PRE-Rushes (I Giunchi-Pura Raza Española) per costringerle a partecipare alla festa.
2. Disonorare le ragazze della confraternita ΠΔ (Pi Delta): In questa fase, il protagonista deve affrontare le ragazze del comitato esecutivo della Bone University.
3. Recuperare tequila: Infine, dovrà ottenere tre bottiglie di tequila da un gruppo di messicani in festa.  Completate tutte e tre le missioni, il protagonista può unirsi alla festa. Tuttavia, si trova poi a dover proteggere Britney da numerosi studenti in preda a desideri inappropriati mentre lei è ubriaca sul divano. Dopo essersi ripresa, Britney ringrazia il protagonista per aver vigilato sulla sua integrità e gli offre una ricompensa.

Chapter 9 Captain Cool (Capitolo 9 Il capitano cool)
In questo capitolo, il protagonista deve trovare Tina e Amy per aiutarle a sconfiggere l'ufficiale degli agenti Man. Uzi spiega che le uniche persone in grado di assistere il protagonista nella lotta contro The Man Inc. sono queste due sorelle, che stanno organizzando un assalto agli uffici centrali della Man Decency Act con il supporto dei loro rocker. L'obiettivo è affrontare l'ufficiale dei Man, responsabile della gestione dei fondi delle squadre Man e dell'intelligence della Man Decency Act.Uzi incarica il protagonista di unirsi a Tina e Amy per l'assalto. Dopo aver messo fuori combattimento le guardie del corpo di Tina, quest'ultima, colpita dalla sua forza, gli propone di aiutarla a trovare sua sorella Amy per dimostrare di essere un combattente migliore dei suoi uomini. Tina scommette con Amy che il protagonista riuscirà a sconfiggere senza problemi i suoi uomini scelti.Dopo aver messo al tappeto gli uomini scelti di Amy, quest'ultima riconosce le abilità del protagonista e accenna anche alla sua bellezza. Tina e Amy concordano che con un uomo così forte possono affrontare l'ufficiale dei Man e porre fine alla tirannia di The Man Inc.Il trio assalta quindi gli uffici della Man Decency Act, ma all'ingresso trovano ad attenderli l'ufficiale, lo stesso che ha rapito Candy, deciso a fermare la ribellione personalmente. Dopo una intensa battaglia, il protagonista riesce a sconfiggere l'agente Man. Tina e Amy, grate per il suo aiuto, lo ringraziano con un incontro intimo, eccitate dall'adrenalina del combattimento.
Chapter 10 Praise Be To Black Jesus (Capitolo 10 Lode a Gesù Nero)
In questo capitolo, il protagonista deve aiutare il reverendo Blackerd a recuperare una sacra reliquia, che si crede possa portare la venuta del Gesù nero a BoneTown. Il reverendo spiega che la guerra tra bande sta creando discordia nella comunità nera della città, al punto che la fiducia reciproca è svanita e i litigi sono all'ordine del giorno. Tuttavia, c'è ancora speranza.Il reverendo chiede al protagonista di recuperare una reliquia sacra, in grado di invocare il salvatore. Questa reliquia è contesa da una banda locale, che desidera ottenere il potere per sopraffare le altre, e dagli agenti Man, che vogliono impedire che la reliquia cada in mani sbagliate.Quando il protagonista raggiunge il luogo dello scontro, scopre che la banda e gli agenti Man si stanno contendendo un cosciotto di pollo, che è in realtà la reliquia in questione. Dopo aver recuperato il cosciotto e averlo consegnato al reverendo Blackerd, il salvatore Gesù nero discende dal cielo e con poche parole riesce a placare gli animi delle bande, ponendo fine alla guerra.Le Tre Fedeli del reverendo ringraziano il protagonista con un "amen" speciale, diverso dal solito, celebrando così la restaurazione della pace nella comunità.
Chapter 11 The Man Island (Capitolo 11 L'Isola dei Man)
In questo capitolo, il protagonista deve infiltrarsi nel quartier generale della The Man Inc., situato sulla parte opposta dell'isola del Centro di BoneTown, dove si trova anche la centrale idroelettrica. Qui, dovrà affrontare gli agenti Man e la guardia speciale del leader dell'azienda per sconfiggerlo e salvare la città.Uzi informa il protagonista che è giunto il momento di attaccare il quartier generale di The Man Inc. Con il supporto della comunità nera, è possibile assaltare l'edificio che collega il Centro di BoneTown alla centrale elettrica, nota come "L'isola dei Man", dove si trova la torre della The Man Inc.Dopo aver superato le guardie all'ingresso con l'aiuto delle bande locali, il protagonista attraversa l'isola e scala la torre dall'interno. Qui affronta numerosi agenti Man, trappole e la guardia speciale del leader della The Man Inc., conosciuta come "Il vibratore umano". Questa donna ha come obiettivo dominare BoneTown e godere del piacere sessuale esclusivamente per sé e pochi eletti.The Man rivela al protagonista il suo diabolico piano di dominio sulla città, minacciando di schiavizzare lui insieme a Candy, Tina e Amy, che sono state catturate nel frattempo. Il protagonista combatte contro gli schiavi della The Man, riuscendo a sconfiggerli uno dopo l'altro. Alla fine, The Man si arrende, riconoscendo le capacità del protagonista di dominare e desiderando di essere dominata da lui.
Ron Towers (Le torri di Ron)
In questa missione secondaria, il pornodivo Ron Jeremy sfida il protagonista a produrre un film pornografico utilizzando le telecamere di sorveglianza della Man Decency Act. Il compito del protagonista consiste nel fare sesso con tre donne e recuperare i filmati che immortalano le scene.Dopo aver completato queste azioni, Ron Jeremy lancia una nuova sfida: una gara di velocità per vedere chi riesce a far godere più donne in meno tempo. Se il protagonista riesce a superare Ron nella gara o a metterlo in evidente svantaggio, quest'ultimo reagisce attaccandolo per l'umiliazione subita.Il protagonista dovrà quindi affrontare Ron in un combattimento, utilizzando le sue abilità per prevalere.
Minidog and Wee-Wee (Il piccolo cane fa pipì)
In questa missione secondaria, presente nella DLC "Episode One", il protagonista deve intervenire in soccorso di un nano cacciato da un casinò da tre guardie. Il nano, infuriato, insulta pesantemente le guardie, scatenando la loro ira. Non avendo molte speranze in uno scontro uno contro tre, viene rapidamente sopraffatto. Tuttavia, quando le guardie tentano di infierire ulteriormente su di lui, il protagonista interviene e lo salva.Impressionato dalla facilità con cui il protagonista ha sconfitto gli aggressori, il nano chiede aiuto per risolvere alcune questioni in sospeso con altre guardie del cinema a luci rosse del Centro di BoneTown. I due si danno appuntamento per chiudere la faccenda. Una volta raggiunto il luogo dell'incontro, il protagonista deve combattere insieme al nano contro le guardie.Dopo aver sconfitto tutti gli avversari, il protagonista e il nano entrano nel cinema, dove incontrano "Le Due Puledre", che indossano top a fascia e gonne corte. Dopo aver consumato un incontro intimo con loro, il protagonista assiste all'espulsione di un ragazzo dalla sala da parte di due guardie del cinema. Il ragazzo, visibilmente confuso, inizia a raccontare il motivo della sua cacciata e mostra segni di schizofrenia, portando a una rissa tra lui e il protagonista.Dopo aver sconfitto il ragazzo, il protagonista ottiene finalmente l'accesso al cinema.

## Luoghi principali
Missionary Beach (Spiaggia del missionario)
Il primo luogo che i nuovi arrivati a BoneTown visitano è un'area storicamente significativa, il cui nome deriva dai primi mormoni che vi si stabilirono. Questa zona è caratterizzata da una vivace offerta di hotel, locali notturni, attività commerciali, una ruota panoramica e giostre, ed è frequentata da hippy impegnati nelle loro attività. All'interno di quest'area si possono incontrare due boss, intraprendere due missioni della trama principale e ottenere un'arma segreta, sbloccabile raccogliendo 25 biglietti del luna park.
The Sand Bar (Bar della sabbia)
Il locale più alla moda della Spiaggia del Missionario è un punto di ritrovo molto popolare tra i turisti, dove si possono trascorrere serate all'insegna del divertimento, ballando e sorseggiando drink. Questo locale attira un gran numero di donne e ragazze in cerca di svago e incontri. La sua atmosfera vivace e l'ampia offerta di intrattenimento lo rendono un luogo ideale per socializzare e godere della vita notturna della zona.
Firmwood Forest (Foresta del durolegno)
La Foresta del Durolegno si trova dall'altra parte della cascata, che separa la Spiaggia del Missionario dalla giungla incontaminata, abitata dalla tribù dei pigmei. Il villaggio pigmeo è situato all'interno di una radura, accessibile solo tramite un ponte. Questa zona è caratterizzata da una vegetazione lussureggiante, ricca di funghi allucinogeni e rane velenose. Nella foresta si possono incontrare due boss, un boss segreto e un'arma segreta, sbloccabile dopo aver raccolto 25 diamanti.
Homeland Trailer Park (Terra natia: Il parco delle case mobili)
L'area situata all'estrema periferia di BoneTown è abitata da una comunità ebraica, spesso emarginata e considerata inferiorire dai mormoni. Questa zona è caratterizzata da una mancanza di servizi pubblici, ad eccezione di un'area dedicata ai barbecue, che è comunque sotto la sorveglianza degli agenti di "The Man Inc.", pronti a intervenire in caso di violazioni delle normative. La comunità è guidata da un rabbino di nome Abe Schnook, il quale, nonostante le sue problematiche con l'alcol, si occupa delle pratiche religiose. In questa area si possono trovare un boss e un'arma segreta, sbloccabile dopo aver raccolto 25 brocche di liquore.
The Camper's Uzi (Il camper di Uzi)
Il camper di Uzi è la dimora in cui vive insieme a sua moglie Rita. Tuttavia, l'ambiente è trascurato e disordinato, simile a una discarica, con bottiglie di birra e oggetti sparsi ovunque. Questa situazione riflette lo stile di vita poco convenzionale dei suoi abitanti e contribuisce all'atmosfera caotica di BoneTown.
Gabacho Heights (Quartiere alto degli immigrati)
BoneTown è un incubo suburbano caratterizzato da numerose catene di negozi e centri commerciali, controllati da aziende americane che hanno ottenuto il permesso di stabilirsi nella città. Un numero crescente di cittadini affolla questi negozi, facendo acquisti presso catene come WasteMart, CrappleDees e Burger Thing. Nella zona si trova anche una sede mormona, dove i fedeli partecipano alle messe.In questo ambiente si possono incontrare due boss, completare due missioni e ottenere un'arma segreta, sbloccabile dopo aver raccolto 25 statuette del Dio Ganesha. La presenza di queste aziende e la loro influenza commerciale contribuiscono a creare un'atmosfera di consumismo sfrenato, riflettendo le dinamiche sociali e culturali di BoneTown.
Bone Vista Apartments (Appartamenti Bone vista)
L'unico complesso di appartamenti di lusso del Quartiere Alto degli Immigrati è un luogo esclusivo dove gli adolescenti organizzano feste segrete. Questo ambiente, caratterizzato da una certa opulenza, offre spazi ideali per eventi privati e incontri sociali. Le feste attirano giovani desiderosi di divertirsi e sfuggire alla routine quotidiana, creando un'atmosfera vivace e clandestina. La combinazione di lusso e segretezza rende questo complesso un punto di riferimento per la vita sociale degli adolescenti della zona.
The Reservation (Riserva indiana Havajo)
La riserva è stata istituita per i nativi americani di BoneTown, che subirono schiavitù durante la colonizzazione da parte dei mormoni. Sebbene una parte della riserva sia urbanizzata e comprenda una stazione di rifornimento e un casinò, al suo interno si trova una radura che ospita un piccolo villaggio indiano tradizionale, dove vivono alcuni membri della comunità che seguono stili di vita tradizionali.In questa riserva sono presenti anche missionari cristiani, che cercano di assistere la tribù e convertirla al cristianesimo. Nella zona si possono trovare un boss, una missione della trama principale, una missione secondaria e un'arma segreta, sbloccabile dopo aver raccolto 25 fiche da casinò. Questo mix di modernità e tradizione rende la riserva un luogo unico all'interno di BoneTown.
Nobbing Hill (Collina della baldoria)
La Bone University è il centro residenziale universitario mormone di BoneTown, situato in una zona abitata da numerose confraternite e da una comunità messicana. Fondata su un'isola al largo delle coste, l'università è stata concepita come un luogo di preghiera e insegnamento, progettato per garantire che gli studenti non fossero distratti dalle frenesie della città. Tuttavia, la reputazione della Bone University è stata compromessa da un articolo scandalistico pubblicato sulla rivista Mormons Gone Wild, che ha rivelato come alcune studentesse si dedicassero a feste sfrenate durante la notte, invece di partecipare alle attività accademiche.La presenza di agenti di "The Man" nella zona è costante, poiché vigilano per prevenire il proseguimento di tali feste. All'interno della Bone University si possono trovare un boss, due missioni della trama principale e un'arma segreta, sbloccabile dopo aver raccolto 25 imbuti con tubo flessibile (beer bong). Questo mix di vita accademica e trasgressioni giovanili contribuisce a creare un'atmosfera unica e controversa nel campus universitario.
House Party (Casa delle feste)
La zona è conosciuta dalle confraternite come il luogo dove si svolgono le feste della confraternita ♡ ΣΕΧ, caratterizzate da divertimento e bevande alcoliche, con l'obiettivo di attirare ragazze per incontri notturni. Queste feste sono un aspetto centrale della vita sociale degli studenti, creando un'atmosfera vivace e spensierata, ma anche controversa, all'interno della comunità universitaria di BoneTown.
Mushroom Marsh (Palude dei funghi)
Una delle zone più misteriose e soprannaturali dell'isola di Bone è caratterizzata da segni di una civiltà che precede la colonizzazione dei coloni. Gli esploratori che sono riusciti a tornare da quest'area hanno riportato esperienze inquietanti, suggerendo che le condizioni climatiche avverse e la pericolosità del territorio abbiano portato alla chiusura della zona per prevenire ulteriori scomparse.In questa area si possono trovare un boss e un boss sesso, rendendo il luogo non solo affascinante ma anche potenzialmente letale per chi decide di esplorarlo. La combinazione di mistero e pericolo contribuisce a creare un'atmosfera unica, attirando avventurieri e curiosi in cerca di esperienze straordinarie.
Downtown BoneTown (Centro di BoneTown)
La zona è dominata da grattacieli e ospita la base operativa degli agenti "Man", che sorvegliano tutte le strade e le periferie di BoneTown tramite obelischi di pietra e telecamere nascoste. Tuttavia, è anche una delle aree più malfamate della città, caratterizzata dalla presenza di gang e bande. La comunità afroamericana è frequentemente in conflitto con gli agenti "Man", i quali cercano di fermare le attività illegali e le guerre tra bande.In questa zona si trovano un cinema a luci rosse e una chiesa cristiana, insieme a numerosi parcheggi e locali. Gli agenti "Man" mantengono una vigilanza costante per cercare di controllare la situazione. All'interno di quest'area si possono trovare tre boss, tre boss sesso, missioni della trama principale e un'arma segreta, sbloccabile dopo aver raccolto 25 monete d'oro. La combinazione di sorveglianza, conflitti e opportunità di gioco rende questa zona un punto nevralgico all'interno dell'universo di BoneTown.
The Musky Thong Gentlemen's Club (Gentlemen club: Il perizoma muschiato)
Il locale più in e alla moda di BoneTown è The Musky Thong Gentlemen's Club, diventato famoso per la musica che suona 24 ore su 24 e per l'alta affluenza di donne. Questo club rappresenta un punto di ritrovo vivace e attraente, dove i visitatori possono divertirsi in un'atmosfera festosa e coinvolgente, rendendolo un luogo imperdibile per chi cerca intrattenimento e socializzazione nella città.
The Home of Ron Jeremy (La casa di Ron Jeremy)
La casa di Ron Jeremy è la dimora dell'omonimo attore porno, caratterizzata da un ambiente lussuoso e affollato da donne di bell'aspetto pronte a soddisfare ogni desiderio del proprietario. Questo appartamento è presente nella versione fantasy del gioco, dove gli utenti possono esplorare il suo interno e vivere esperienze audaci. All'interno, i visitatori possono partecipare a eventi che riflettono il tema provocatorio del gioco, inclusi incontri e sfide legate alla sessualità. La casa di Ron Jeremy rappresenta un elemento distintivo e controverso nell'universo di BoneTown, contribuendo all'atmosfera audace e dissacrante del titolo.
Sticky Isles Cinaplex (Cinema multisala: Le isole appiccicose)
Il cinema a luci rosse di BoneTown è l'unico della città, dove gli abitanti si recano per vedere i nuovi film pornografici e soddisfare i propri desideri sessuali. Poiché non possono praticare sesso liberamente per strada a causa della sorveglianza degli agenti "Man", molti cittadini scelgono questo luogo come rifugio per le loro necessità sessuali represse, approfittando del fatto che è uno dei pochi posti non controllati da questi agenti.All'interno del cinema, la sicurezza è garantita da uomini preposti a mantenere l'ordine e a impedire l'ingresso ai minorenni. Qui, i visitatori possono anche trovare un boss segreto e una parte di un film pornografico, rendendo l'esperienza ancora più intrigante per i frequentatori. La combinazione di privacy e intrattenimento rende questo cinema un punto di riferimento per gli abitanti di BoneTown in cerca di evasione e soddisfazione.
The Man Island (L'isola dei Man)
La zona è la roccaforte di The Man Inc., dominata da una gigantesca centrale idroelettrica che fornisce energia alle isole circostanti. Si dice che all'interno di questo complesso si trovi anche la sede centrale del leader di The Man Inc. Questo luogo rappresenta un centro nevralgico per l'azienda, da cui vengono gestite le operazioni e le politiche che influenzano profondamente la vita a BoneTown. La presenza della centrale idroelettrica sottolinea l'importanza strategica della zona, non solo per l'approvvigionamento energetico, ma anche come simbolo del potere e del controllo esercitato da The Man Inc. sulla comunità locale.
The Tower of the The Man Inc. (La torre della The Man Inc.)
Il quartier generale di The Man Inc. è una fortezza inespugnabile, accessibile solo agli agenti Man. Secondo le voci circolanti tra i cittadini, il leader di The Man Inc. risiederebbe in cima alla torre, da dove osserva l'intera città. Tuttavia, la sua identità rimane avvolta nel mistero, poiché non si è mai presentato in pubblico e solo alcuni agenti Man affermano di averlo visto di persona.La torre è sorvegliata da agenti Man che pattugliano costantemente la centrale idroelettrica e i suoi dintorni, garantendo un alto livello di sicurezza. Ogni piano della struttura è monitorato da ulteriori agenti, rendendo praticamente impossibile l'accesso a chiunque non sia autorizzato. Questa atmosfera di segretezza e controllo contribuisce a creare un'aura di potere e intimidazione attorno a The Man Inc., consolidando la sua posizione dominante all'interno di BoneTown.

### Etnie e culture sociali
Il videogioco presenta una vasta gamma di personaggi appartenenti a etnie e culture sociali diverse, collocati in ambienti specifici per rappresentare uno stato culturale reale. Tuttavia, i contenuti spinti e volgari del gioco offendono le culture rappresentate, mostrando comportamenti e situazioni non veritieri che hanno suscitato polemiche tra i critici, i quali lo considerano razzista. Un esempio è la descrizione degli ebrei, che nel gioco vengono considerati dai mormoni come immondizia. In realtà, il gioco non intende proporre idee razziali legate alla realtà, ma riflette eventi che si verificano al suo interno.
I gruppi sociali ed etnici principali includono i crackinomani (Crackheads), i rocker (Rockers), le confraternite della Bone University (Greeks), gli asiatici (Asians), gli ebrei (White Trash Jews), gli indiani orientali (East Indians), la comunità di colore (Black Community), i messicani (Mexicans), gli hippy (Hippies), i mormoni (Mormons), i nativi americani (Natives) e i pigmei (Pygmies).
Nel gioco, The Man Inc. è una società per azioni che è rapidamente diventata la più potente di BoneTown. Negli ultimi tempi, The Man Inc. è passata da una semplice società per azioni a un regime oppressivo contro la libertà eccessiva a BoneTown. Ha iniziato con il bando delle droghe dalla città e ha recentemente istituito una vigilanza privata, la Man Decency Act (Legge della Decenza Man), che non solo perseguita i trasgressori che usano droghe, ma vieta anche gli atti sessuali in pubblico, suscitando numerose lamentele tra i cittadini. Gli abitanti di BoneTown temono che sia già troppo tardi per ripristinare la libertà nella città, data la forte influenza corruttrice di The Man Inc.

## Modalità di gioco
Il videogioco è basato su caratteristiche di gioco simili a Grand Theft Auto, come la schermata di gioco in terza persona, il movimento del personaggio e alcune dinamiche di gioco analoghe. Il protagonista può muoversi tramite i tasti direzionali e cambiare l'inquadratura della telecamera con il movimento del mouse. Oltre al sesso, il gioco prevede l'uso di droghe per completare gli obiettivi delle missioni o per raggiungere luoghi altrimenti inaccessibili. Le armi presenti nel gioco sono tutte da mischia, tranne gli effetti speciali delle droghe, che possono infliggere danni anche a distanza. Il sistema di gioco si basa su due sole statistiche: la "forza palle" e la "barra vita" del giocatore.La "forza palle" è la statistica principale utilizzata sia per infliggere maggiori danni durante gli attacchi contro i nemici, sia per avere più resistenza durante un rapporto sessuale, oltre a facilitare la capacità di convincere le ragazze a fare sesso. Questa statistica può essere aumentata solo completando le missioni della trama principale; è inoltre possibile amplificare tale statistica tramite l'uso di droghe come birra e whisky, sebbene queste ultime abbiano un limite di tempo.È possibile rubare le identità dei nemici sconfitti, ad eccezione degli agenti Man; più forte è l'avversario sconfitto, maggiore sarà la capienza della "forza palle".

### Armi
Il gioco offre un'ampia gamma di armi da mischia, caratterizzate da diverse forme, lunghezze e statistiche. Sono presenti anche armi esclusive, ottenibili solo attraverso la raccolta di 25 oggetti collezionabili, distribuiti in ciascuna delle zone delle mappe di gioco. Quelli collezionabili possono essere trovati esplorando aree nascoste o sconfiggendo boss e personaggi specifici. Le armi variano da oggetti quotidiani, come chitarre, racchette da tennis e vibratori, a armi più tradizionali, come tridenti, mazze e spranghe di ferro. In totale, il gioco include 74 armi da mischia.

### Droghe
Nel gioco, l'uso di oggetti chiamati "droghe" è fondamentale sia per combattere che per completare le missioni e accedere a zone altrimenti inaccessibili. Sono disponibili sette tipi di droghe, ognuna con un effetto primario e uno secondario specifici, ottenibili attraverso i "boss abilità". Inoltre, grazie a pipe speciali reperibili tramite i "boss pipe", è possibile prolungare gli effetti primari delle droghe erbaccia e crack.

Beer (Birra) - Beer Blast (Birra esplosiva)
Assumendo la "Birra", si otterrà un lieve aumento della "forza palle" per un breve periodo di tempo. Ottenendo l'"abilità extra", sarà possibile attivare una mossa speciale chiamata "Birra esplosiva". Questa mossa consente di colpire a corto raggio i nemici a tiro, provocando un'eruzione dal fondo della bottiglia di birra. Oltre a infliggere danni, la "Birra esplosiva" rompe temporaneamente la difesa e le combo del nemico, offrendo un vantaggio strategico durante il combattimento.
Whisky - Whiskey Flame (Whiskey fiammeggiante)
Assumendo il "Whiskey", si otterrà un notevole aumento della "forza palle" per un breve periodo. Ottenendo l'"abilità extra", sarà possibile attivare una mossa speciale chiamata "Whiskey Fiammeggiante". Questa mossa consente di colpire a medio raggio i nemici a tiro con una fiammata che infligge danni e costringe i nemici ad allontanarsi, poiché vengono avvolti dalle fiamme per un breve istante.
Weed (Erbaccia) - Kaya Cloud (Grande nuvola)
Assumendo l'"Erbaccia", si potrà saltare più in alto per un breve periodo. Ottenendo l'"abilità extra", sarà possibile attivare una mossa speciale chiamata "Grande nuvola", che consente di colpire più nemici nella scia di tiro con una nuvola di fumo, infliggendo danni e stordendo i nemici colpiti per un breve istante. L'effetto dell'"Erbaccia" può essere ulteriormente potenziato tramite sei pipe che aumentano la capacità di salto, ovvero: "Ten Dollar Pipe" (la pipa da dieci dollari), "The Sherlock" (la Sherlock), "B-1 Bonger", "Chillum" (cilum), "The Ship Bong" (la pipa nave di Bong) e "The Golden Bong" (la pipa dorata di Bong). Queste pipe sono ottenibili sconfiggendo i "Boss pipa".
Shroom (Fungo allucinogeno) - Fart Toss (Lancia scorreggia)
Assumendo il "Fungo allucinogeno", si otterrà uno scudo che renderà invulnerabile la "vita" per un breve periodo, ma non proteggerà dai colpi. Ottenendo l'"abilità extra", sarà possibile attivare una mossa speciale chiamata "Lancia scoreggia", che consente di colpire a lungo raggio i nemici a tiro con un peto direzionato. Questa mossa infligge danni, rompe la guardia e interrompe le combo del nemico per un istante.
Peyote - Lightning Ass Blast (Scorreggia esplosiva fulminante)
Assumendo il "Peyote", si diventerà invisibili per un breve periodo di tempo, costringendo i nemici a fermarsi per un istante per individuare il bersaglio se ci si trova lontani da essi. Ottenendo l'"abilità extra", sarà possibile attivare una mossa speciale chiamata "Scorreggia esplosiva fulminante". Questa mossa consente di colpire più nemici contemporaneamente a distanza ravvicinata con un fulmine paralizzante che infligge ingenti danni ai nemici all'interno del raggio d'azione.
Toads (Rospo) - The Toad Fart Blast (La rospo scoreggia esplosiva)
Assumendo il "Rospo", si potrà creare una barriera che infligge danni a tutti i nemici che entrano in contatto con essa per un breve periodo di tempo, ma non impedirà di subire danni dai nemici. Ottenendo l'"abilità extra", sarà possibile attivare una mossa speciale chiamata "La rospo scoreggia esplosiva". Questa è una delle tre mosse più potenti del gioco e consente di colpire i nemici che si trovano nella scia di fuoco con un'esplosione che allontana il nemico, infliggendo ingenti danni. Dopo il lancio, la mossa obbliga a indietreggiare.
Crack - Crack Charge (Crack carica)
Assumendo il "Crack", si potrà correre più velocemente per un breve periodo di tempo. Ottenendo l'"abilità extra", sarà possibile attivare una mossa speciale chiamata "Crack carica", una delle tre mosse più potenti del gioco. Questa mossa consente di colpire i nemici che si trovano nella scia d'azione con un pugno che mette a terra i nemici, infliggendo ingenti danni. Tuttavia, la mossa obbliga a proseguire in avanti dopo il lancio, lasciando così un'opportunità ai nemici di attaccare e infliggere danni durante l'atterramento. Gli effetti del "Crack" possono essere potenziati ulteriormente tramite una pipa che aumenta la durata della corsa per due volte più a lungo, chiamata "New Crackpipe" (la nuova pipa da crack). Questa pipa è distribuita nel DLC Episode One del 2009 ed è ottenibile sconfiggendo il "boss pipa": Amish Cokehead.

### Sesso
Una delle funzioni più essenziali del gioco è il sesso, che permette di recuperare la "vita" e ripristinare la "forza palle", oltre a progredire nel gioco. Sono disponibili tre pratiche sessuali standard, ciascuna delle quali consente di rigenerare determinati parametri. La pratica "Blowjob" (pompino) serve a recuperare la vita, mentre la pratica "Pussy Fuck" (scopa fica) è utile per recuperare la forza palle, a condizione che la partner raggiunga l'orgasmo. Infine, la pratica "Ass Fuck" (scopa culo) permette di recuperare sia la vita che la forza palle, sempre con l'orgasmo del partner. Le meccaniche del rapporto sessuale per ottenere vita e forza palle si basano sulla gestione di due barre: è necessario far combaciare le barre orizzontali blu con quelle rosa per entrare in sintonia con il partner. Le barre orizzontali rappresentano rispettivamente la "velocità" e la "profondità" della penetrazione, mentre si cerca di far salire la barra verticale rosa dell'"orgasmo partner" (eiaculazione femminile). Se le barre blu non vengono sincronizzate correttamente, si consumerà eccessivamente la barra verticale blu del "vigore"; quando questa si svuota completamente, il rapporto sessuale si concluderà. Non tutte le ragazze del gioco saranno disponibili a fare sesso, a meno che non si possieda il livello richiesto della ragazza a cui si chiede (di cui non si conosce il valore). Il "livello ragazza" è basato su una scala da 1 a 10, che corrisponde alle statistiche della "forza palle" del personaggio giocante. Inoltre, rubando l'identità dei boss più potenti è possibile aumentare la capacità massima della "forza palle".

## Personaggi
Il gioco presenta, oltre ai personaggi creati appositamente, diverse figure parodistiche di persone storiche, religiose e della cultura di massa. Un esempio è Pokacuntas, che è una parodia di Pocahontas. Questo personaggio è descritto come la bella figlia del capo tribù Teschio Rosso, caratterizzata da capelli neri con due trecce e occhi castano scuro. Pokacuntas è spesso impegnata in atti provocatori in pubblico, il che sottolinea un tema di libertà sessuale all'interno della riserva.Inoltre, il design di Pokacuntas ha subito modifiche rispetto alla sua concezione originale, con cambiamenti nella carnagione e nei dettagli estetici. La sua storia si intreccia con quella del protagonista, che deve affrontare varie sfide per proteggerla dai nemici. La presenza di personaggi parodistici come Pokacuntas contribuisce a creare un ambiente satirico e provocatorio nel gioco, riflettendo critiche sociali e culturali attraverso l'umorismo.

### Personaggi principali
Candy
Candy è una giovane e bella ragazza dai capelli biondi cotonati e dagli occhi azzurri, nata e cresciuta a BoneTown. Spiegherà al protagonista come diventare interessanti in questa città e gli darà un assaggio della sua gentilezza. Tuttavia, verrà arrestata da un agente di "The Man". Solo nel capitolo finale sarà possibile rivedere Candy, che partecipa a una gang bang in cinque con Tina, Amy e il leader di "The Man Inc.". È doppiata da Regina Roe.
Uzi
Uzi è un ebreo dai capelli neri in stile payot e dagli occhi color nocciola, che vive a Terra natia, alla periferia di BoneTown, con sua moglie Rita. Uzi aiuterà il protagonista a sopravvivere a BoneTown e agli agenti Man, insegnando alcuni trucchi basilari per difendersi. Inoltre, spiegherà la situazione a BoneTown e come molte persone abbiano bisogno di aiuto a causa degli agenti Man. Nella versione beta, Uzi era originariamente concepito come un personaggio cinese, ma nella versione finale è presentato come un ebreo. È doppiato da Satchmo.
Tricksy
Tricksy è una prostituta di colore dipendente dal crack, con capelli biondi disordinati e occhi color nocciola chiari. Lavora vicino alla stazione di carburante "Fill Er' Up" nella Spiaggia del Missionario. Tyrone è il suo protettore e gestisce la prostituzione nella zona, ma grazie all'intervento del protagonista, Tricksy riesce a esercitare il proprio lavoro senza più pressioni da parte di Tyrone. È doppiata da Zoe Madtub.
Rita
Rita è la moglie di Uzi ed è una giovane ebrea di bell'aspetto, con capelli neri in stile mullet e occhi color verde chiaro. È una delle ebree di Terra natia che sono state contagiate dalla "febbre del cazzo della giungla". Tuttavia, grazie all'intervento del protagonista, Rita è stata guarita e ora può dedicarsi esclusivamente a suo marito, o almeno così fa credere a Uzi. È doppiata da Molly Cowan.
Marley

Brandy
Brandy è una hippy vegana di bell'aspetto, con capelli arancio sbiadito in stile dreadlocks e occhi color verde. È la compagna di Marley e collabora con lui negli affari. Al termine della missione, Brandy chiederà al protagonista di aiutarla a masturbarsi con la carota recuperata dai mormoni, facendo intendere che le colture biologiche coltivate da lei e da Marley hanno scopi ulteriori oltre al semplice consumo alimentare. È doppiata da Kathryn M. Murphy.
Ching Chang Chong
Ching Chang Chong è un asiatico di nazionalità cinese, caratterizzato da baffetti lunghi, capelli neri, occhi marroni e un paio di occhiali tondi di color grigio metallizzato. Porta sempre con sé una macchina fotografica. È il padre di Tang Gi Pu Tang e chiederà al protagonista di salvarla dai sequestratori. Ching Chang Chong e sua figlia sono turisti in visita a BoneTown, in cerca di divertimento. Nel gioco, spiega che sua figlia è stata rapita da un gruppo di pirati asiatici, i quali la tengono in ostaggio nel complesso di appartamenti di lusso "Appartamenti: Bone Vista" e chiedono un riscatto per il suo rilascio. Poiché non può permettersi di pagare il riscatto, si rivolge al protagonista per ricevere aiuto. È doppiato da Chris Custodio.
Tang Gi Pu Tang
Tang Gi Pu Tang è una ragazza cinese dai capelli neri in stile chignon e dagli occhi color viola, nonché figlia di Ching Chang Chong. Dopo che il protagonista la salva, lei lo ringrazia secondo la tradizione di famiglia. È doppiata da Nora Jesse.
Capo Teschio Rosso
Teschio Rosso è il capo tribù degli indiani della Riserva indiana Havajo. Ha una figlia di nome Pokacuntas ed è il fratello maggiore di Tronco Rosso. Teschio Rosso ha rapporti tesi con gli indiani orientali, poiché questi ultimi hanno spodestato la sua gente dalle loro occupazioni lavorative al Quartiere alto degli immigrati, dove lui e la sua comunità guadagnavano per vivere. Da allora, si sono dati battaglia, ma grazie all'intervento del protagonista, i nativi americani sono riusciti a evitare che i loro rivali li cacciassero dalla loro riserva. È doppiato da William Elk.
Capo Tronco Rosso
Tronco Rosso è il secondo capo tribù degli indiani della Riserva indiana Havajo e il fratello minore di Teschio Rosso. Da quando ha perso il lavoro, è diventato un alcolizzato. Il protagonista dovrà recuperare da Tronco Rosso la sacra reliquia che Teschio Rosso ha chiesto come prova per dimostrare che è stato mandato dagli spiriti. È doppiato da William Elk.
Pokacuntas
Pokacuntas è la bella figlia del capo tribù Teschio Rosso, dai capelli neri con due trecce e dagli occhi color castano scuro. È abitualmente impegnata a masturbarsi sotto il totem e in altri luoghi pubblici della riserva, il che suggerisce che i nativi americani siano gli unici a poter fare sesso pubblicamente all'interno della riserva, senza incorrere nei divieti del Man Decency Act. Questo spiegherebbe anche perché gli agenti Man collaborano con Sanji e gli indiani orientali.Pokacuntas era stata progettata con un aspetto diverso rispetto a quello della versione finale del gioco: inizialmente doveva avere una carnagione di pelle bianca, piume in testa, sopracciglia più fini e occhi di colore castano chiaro; nella versione finale, questi dettagli sono stati cambiati o rimossi. È doppiata da Vyletta Fesse.
Poonjam
Poonjam è un'indiana orientale dagli occhi viola, con un bindi rosso in fronte e un piccolo nath attaccato al naso con catenella. Nel gioco, si capisce che Poonjam potrebbe essere una delle spose di Sanji. A causa di un figlio avuto con un nativo americano, ha spinto Sanji a dichiarare guerra contro i nativi americani per cacciarli via da BoneTown. Poonjam gioca un ruolo cruciale nel tentativo di fermare Sanji e recuperare un antico artefatto che conferisce invincibilità, necessario per affrontarlo. È doppiata da Stephanie Sheh.
Pedro
Pedro è un messicano muscoloso, con occhiali da sole, baffetti e pizzetto. È l'organizzatore della festa insieme a Maria e viene doppiato da Jonny Walker.
Maria
Maria è una messicana dagli occhi color castano scuro e con un neo sotto l'occhio destro. Inizialmente progettata con un aspetto totalmente diverso nella versione finale del gioco, doveva apparire come una giovane e bella ragazza, con capelli castani, occhi castano scuro, indossando un polo rosso scollato e una gonna rossa a quadretti con cintura nera. Nella versione finale, Maria ha mantenuto solo il neo (che è stato spostato) e la colorazione delle labbra. È doppiata da Kittie.
Britney
Britney è una ragazza mormona, dai capelli biondi raccolti e dagli occhi color azzurro acqua, e fa parte della confraternita ♡ ΣΕΧ. Durante un party a casa sua, diventa bersaglio degli studenti, e il protagonista dovrà difenderla. È doppiata da Kathryn M. Murphy.
Tina
Tina è una ragazza di bell'aspetto in tenuta dark, con capelli viola e occhi dello stesso colore. Insieme a sua sorella gemella Amy, è leader del gruppo rockettaro di ribellione contro la dittatura della The Man Inc. È doppiata da Ashley Michutka.
Amy
Amy è una ragazza di bell'aspetto in tenuta sportiva, con capelli rossi e occhi color verde chiaro. Insieme a sua sorella gemella Tina, è leader del gruppo rockettaro di ribellione contro la dittatura della The Man Inc. È doppiata da Ashley Michutka.
Reverend Blackerd (Il reverendo Blackerd)
Il reverendo Blackerd è la guida spirituale della comunità nera di BoneTown e indossa una tunica viola. Cerca di fermare la guerra tra bande tramite le sue prediche, ma con il passare del tempo i fedeli si sono allontanati sempre più dalla chiesa. Solo grazie al protagonista, che recupera la reliquia sacra, è possibile fermare la guerra tra bande. È doppiato da B. Clemons.
Le Tre Fedeli del reverendo
Le Tre Fedeli del reverendo sono tre donne nere vestite con tuniche viola. Esse formano il coro della chiesa della comunità nera di BoneTown e ringrazieranno il protagonista per il suo aiuto nel fermare la guerra fra bande.

### Antagonisti
Tyrone
Tyrone è il protettore di Tricksy e si occupa della prostituzione nella zona. In precedenza, gli affari di Tyrone andavano a gonfie vele, con guadagni molto redditizi, finché non fu promulgata la Man Decency Act dalla The Man Inc. Da allora, le entrate sono diminuite drasticamente e Tyrone, non guadagnando più come un tempo, mette pressione alle sue prostitute, arrivando persino a percuoterle per cercare di fare più soldi. Tuttavia, grazie al protagonista, le donne ora sono libere di praticare il lavoro senza più problemi. È doppiato da Ottham Detvongsa.
Sanji
Sanji è il leader degli indiani orientali e nemico giurato di Teschio Rosso. Intenzionato a distruggere i nativi americani, riceve supporto dalla The Man Inc. e dagli mormoni di BoneTown, che desiderano cacciare i nativi americani dalla riserva. Sanji è l'unico personaggio invulnerabile agli attacchi, tranne che al fallo di legno della missione. È doppiato da Daniel D. Guduld.
Man Agent (Agente Man)
L'Agente Man è l'ufficiale responsabile degli Agenti Man e gestisce la Man Decency Act e tutti i suoi apparati. Secondo le voci che circolano a BoneTown, è uno dei pochi a conoscere l'identità del leader, noto come The Man. L'Agente Man aveva intenzione di catturare Tina e Amy per porre fine ai disordini provocati dai rocker, ma con l'arrivo del protagonista ha incontrato notevoli difficoltà, perdendo il controllo sul Centro di BoneTown. Nonostante ciò, è riuscito a catturare le due ribelli e a portarle al quartier generale della The Man Inc. È doppiato da Haas.
Dildo Man (Il vibratore umano)
Il vibratore umano è la guardia personale del leader della The Man Inc. Non si sa se fosse in precedenza umano a tutti gli effetti o se sia stato creato in un laboratorio della The Man Inc. Il suo compito è fermare tutti gli intrusi che arrivano alle porte dell'ufficio di The Man. Questo personaggio ha il ruolo di pre-boss prima del boss finale.
The Man
The Man è il capo della The Man Inc. e leader degli Agenti Man; nessuno conosce il suo vero aspetto o la sua vera identità. Tuttavia, quando il protagonista assalta il quartier generale della The Man Inc. e arriva in cima alla torre, scopre che il leader dei Man è una donna con gusti masochistici (sadomasochismo) The Man è una donna di bell'aspetto, con capelli rossi raccolti in una coda di cavallo e occhi castano scuro. Indossa un vestito da dominatrice di colore nero e rosso, caratterizzato da cinghie e reggicalze, che mette in mostra il seno e la vulva. È doppiata da Sera.

### Personaggi secondari
Black Jesus (Gesù nero)
È il secondo Gesù presente nel gioco e apparirà soltanto nel "Capitolo 10", dove avrà il compito di placare gli animi delle bande in guerra tra loro. Questo personaggio è doppiato da Frequently Faded.
Ron Jeremy
Ron Jeremy è il personaggio-boss della missione secondaria "La torre di Ron". Questo personaggio è stato doppiato dallo stesso pornoattore Ron Jeremy, che è considerato il padrino del gioco. Nel contesto del gioco, Ron Jeremy è noto per avere il pene più grande tra i personaggi.
Dances with Pink Elephants (Balla con gli elefanti rosa)
Il "Danzatore con Elefanti Rosa" è un boss abilità che possiede l'abilità "Birra esplosiva". Dopo averlo sconfitto, il protagonista sbloccherà questa abilità. Questo boss può essere sfidato nei pressi della Spiaggia del missionario ed è l'unico che, quando beve birra durante la battaglia, entra in uno stato di "Ubriachezza", rendendolo vulnerabile per alcuni secondi. Quando si trova in questo stato, sulla sua testa appaiono degli elefanti rosa, un chiaro riferimento agli elefanti rosa di Dumbo - L'elefante volante della Disney, in cui Dumbo e Timoteo si ubriacano e Dumbo sogna gli elefanti rosa. Il personaggio è doppiato da James Howe.
AquaMan, Latin SuperHero (Aquaman, Il supereroe latino)
Il "Danzatore con Grande Nuvola" è un boss abilità che possiede l'abilità "Grande nuvola". Dopo averlo sconfitto, il protagonista sbloccherà questa abilità. Questo boss può essere sfidato nei pressi della Foresta del Durolegno ed è una versione parodistica di Aquaman, con l'aspetto di un messicano. Come Aquaman, è capace di muoversi in acqua, sparendo e riapparendo per attaccare il protagonista. È doppiato da Daniel D. Guduld.
Abe Schnook, The Rabbi (Abe Schnook, Il rabbino)
Il "Boss del Whiskey Fiammeggiante" è un boss abilità che possiede l'abilità "Whiskey fiammeggiante". Dopo averlo sconfitto, il protagonista sbloccherà questa abilità. Questo boss può essere sfidato nei pressi della Terra natia, nel parco delle case mobili. È doppiato da Damian Ford.Quando il boss utilizza l'abilità "Whiskey fiammeggiante", è in grado di infliggere danni ai nemici a medio raggio con una fiammata che li costringe ad allontanarsi per un breve periodo.
Joseph Smith, Founder of Mormonism (Joseph Smith, Il fondatore del Mormonismo)
È un "boss abilità" che possiede l'abilità "Lancia-scorreggia". Dopo averlo sconfitto, il protagonista sbloccherà questa abilità. Questo boss può essere sfidato nei pressi del Quartiere alto degli immigrati ed è una forma parodistica di Joseph Smith, fondatore del Mormonismo. È doppiato da Paul Fleck..
Captain James T. Jerk (Capitano James T. Jerk)
È un "boss abilità" che possiede l'abilità "Scorreggia esplosiva fulminante". Dopo averlo sconfitto, il protagonista sbloccherà questa abilità. Questo boss può essere sfidato nei pressi della Collina della baldoria ed è una forma parodistica di James Tiberius Kirk, noto personaggio della serie televisiva di fantascienza Star Trek. È doppiato da Joel Durdin.
ButtMan (L'UomoCulo)
È un "boss abilità" che possiede l'abilità "Rospo scoreggia esplosiva". Dopo averlo sconfitto, il protagonista sbloccherà questa abilità. Questo boss può essere sfidato nei pressi del Centro di BoneTown ed è stato creato parodizzando il logo di Batman e il costume di Flash. È doppiato da Bryan Farnell.
Satan (Satana)
È un "boss abilità" che possiede l'abilità "Crack carica". Dopo averlo sconfitto, il protagonista sbloccherà questa abilità. Questo boss può essere sfidato nei pressi della Palude dei funghi ed è doppiato da CroBar.
Bruce, il ballerino omosessuale (Bruce, the Dancing Queer)
È un "boss pipe" che potenzia gli effetti dell'Erbaccia, con "La pipa da dieci dollari". Questo boss può essere sfidato nei pressi della Spiaggia del missionario ed è doppiato da Joe Gallegos.
White Jesus, Gods only son (Gesù bianco, unico figlio di Dio)
È un "boss pipe" che potenzia gli effetti dell'Erbaccia, con la pipa "La Sherlock". Questo boss può essere sfidato nei pressi della Foresta del Durolegno ed è doppiato da Bryan Brown.
Dinger
È un "boss pipe" che potenzia gli effetti dell'Erbaccia, con la pipa "B-1 Bonger". Questo boss può essere sfidato nei pressi del Quartiere alto degli immigrati ed è doppiato da John Elliot.
Jebediah Ketchum, The Missionary (Jebediah Ketchum, Il missionario)
È un "boss pipe" che potenzia gli effetti dell'Erbaccia, con la pipa "Cilum". Questo boss può essere sfidato nei pressi della Riserva indiana Havajo ed è doppiato da Dill.
Moses, the Original Gangster (Mosè, L'originale canaglia)
È un "boss pipe" che potenzia gli effetti dell'Erbaccia, con "La pipa nave di bong". Questo boss può essere sfidato nei pressi della Collina della baldoria ed è doppiato da Robert A. Ramos II.
Guru Paramanda Nogahosomie (Il guru Paramanda Nogahosomie)
È un "boss pipe" che potenzia gli effetti dell'Erbaccia, con "La pipa dorata di bong". Questo boss può essere sfidato nei pressi del Centro di BoneTown ed è doppiato da Gabriel Brooks.
Amish Cokehead
È uno dei personaggi distribuiti nel DLC Episode One ed è l'unico "boss pipe" che potenzia la durata del "Crack", con "La nuova pipa da crack". Questo boss può essere sfidato nei pressi del Centro di BoneTown ed è doppiato da Amish Cokehead.
Nanetto
Questo personaggio è distribuito nell DLC "Episode One";  è un nano che si distingue per il suo umorismo e la sua personalità vivace. Nella trama, Nanetto viene cacciato da un casinò da tre guardie, scatenando la sua ira e portandolo a insultarle pesantemente. Nonostante la sua determinazione, viene rapidamente sopraffatto dalle guardie.
Le due puledre
Le due ragazze sono personaggi distribuiti nel DLC "Episode One". Hanno lo stesso aspetto fisico e indossano un top a fascia con il logo della Sugar DVD. Nel contesto del gioco, oltre a fare pubblicità, hanno anche il compito di ricaricare la vita del protagonista prima che affronti il boss "ragazzo mormone" che apparirà subito dopo.
Il ragazzo mormone
È uno dei personaggi distribuiti nel DLC "Episode One" ed è l'unico boss capace di usare l'abilità "Lancia scorreggia". Questo boss sfiderà il protagonista subito dopo il rapporto con una delle Due puledre.

## Sviluppo
La D-Dub Software dichiarò in diverse interviste che il suo scopo era creare un gioco destinato a un pubblico maturo, di età superiore ai convenzionali 18 anni. Poiché l'età media dei videogiocatori è salita fino a 33 anni, la D-Dub ne approfittò per occupare una fetta di mercato inesplorata, offrendo prodotti a tema per adulti. Il gioco non fu apprezzato da tutti i critici e nemmeno dai giocatori più sensibili, a causa degli argomenti offensivi e satirici presenti, che si riferiscono a ceti sociali, culturali e politici.

### Temi
Oltre a esprimere contenuti sessuali e di combattimento, il gioco presenta frequentemente battute satiriche, doppi sensi e parodie di fenomeni di massa. La satira proposta non si riferisce sempre direttamente alla realtà, ma alle situazioni, ai luoghi e ai personaggi presenti nel gioco.
Uno degli esempi più evidenti di battute satiriche nel gioco è il modo in cui gli abitanti considerano negativa la costrizione imposta dalla The Man Inc. di proibire il consumo di droghe e di vietare il sesso pubblico. Questo mette in evidenza come molte persone, cresciute con uno stile di vita differente, possano ritenere sbagliato ciò che, in realtà, è considerato giusto dal punto di vista sociale per chi è cresciuto con quell'abitudine.
Le battute con doppi sensi presenti nel gioco sono presentate attraverso cartelli pubblicitari e insegne di locali e attività commerciali, che suggeriscono un significato oltre al primo. Un esempio è l'insegna della pompa di benzina chiamata "Fill Er’ Up", che significa "Riempila su". Questo slogan invita gli automobilisti a fare il pieno ai loro mezzi di trasporto, ma allude anche all'eiaculazione all'interno del corpo di una donna, come suggerisce l'immagine sul cartello, che mostra una bella ragazza bionda che tiene in mano la manichetta della pompa di benzina. Inoltre, "Fill Er’ Up" parodia un famoso slogan pubblicitario statunitense degli anni '70 e '80.Un altro esempio è il cartello pubblicitario della pizzeria "Papa Woodie’s Pizzaria: Home of the Monster Mushroom", che si traduce in "Pizzeria Papa Woodie: La casa del fungo mostruoso". Qui, il termine "fungo" allude a un "grande pene", come suggerisce l'immagine del cartello, che mostra un pizzaiolo mentre tiene una pizza da cui spunta il suo pene.
Inoltre gli esempi di parodie di fenomeni di massa presenti nel gioco prendono spunto da personaggi di massa e marchi famosi. Un esempio di analogie con celebrità del mondo reale è dato dal personaggio del gioco "Marley" (da cui prende il nome) che fa riferimento a un noto cantautore, chitarrista e attivista giamaicano, Bob Marley, oppure dal personaggio del gioco "Capitano James T. Jerk" che fa riferimento a un noto personaggio della televisione, James Tiberius Kirk della nota serie televisiva di fantascienza Star Trek. Un esempio di marchi famosi è quello della "Whorebucks coffee" (I dollari della puttana caffè) parodia che fa riferimento a una grande catena internazionale di caffetterie, la Starbucks.
Il gioco BoneTown è noto per le sue parodie di fenomeni di massa, attingendo a personaggi famosi e marchi noti. Un esempio di analogia con celebrità del mondo reale è rappresentato dal personaggio "Marley", che si ispira al celebre cantautore, chitarrista e attivista giamaicano Bob Marley. Un altro esempio è il "Capitano James T. Jerk", che fa riferimento a James Tiberius Kirk, iconico personaggio della serie televisiva Star Trek.Inoltre, il gioco include marchi parodistici come "Whorebucks Coffee", una chiara parodia della famosa catena di caffetterie Starbucks. Questi elementi non solo forniscono umorismo, ma anche una critica sociale attraverso l'uso di riferimenti culturali riconoscibili, rendendo l'esperienza di gioco più coinvolgente e satirica.

### I resti della beta
I progettisti di BoneTown, durante la creazione del gioco, hanno realizzato diverse creazioni—tra cui personaggi, decorazioni ambientali e oggetti—che sono state escluse dalla versione definitiva. Non tutti i progetti sono stati scartati; alcuni sono stati collocati in luoghi segreti e in zone che sembrano irraggiungibili, ma che in realtà è possibile raggiungere tramite "effetti delle droghe" e "abilità extra". Alcuni esempi di oggetti rimossi dalla versione finale includono lo skateboard a motore che galleggia per aria, ispirato dallo skateboard di Ritorno al futuro, e il radiotelecomando.Alcuni personaggi presenti nella versione beta sono stati trasformati in boss segreti nella versione finale del gioco, come lo sciamano pigmeo, che si può incontrare nel villaggio pigmeo della Foresta del Durolegno, e il radio animatore della Kunt Radio 69.9, che si può trovare nella piazzetta sopraelevata del Quartiere alto degli immigrati.

### Easter egg
Nel gioco sono stati lasciati dei boss segreti, alcuni dei quali dovevano essere inseriti nella storia principale; questi ultimi sono stati collocati in luoghi segreti oppure lasciati nella zona in cui si sarebbero dovuti incontrare nella trama. Un esempio è lo sciamano pigmeo, che doveva essere il boss finale nel "Capitolo 2", in cui il protagonista doveva raggiungere il villaggio pigmeo per salvare Rita, rapita dai pigmei. È possibile combattere con il boss e avere un rapporto sessuale con Rita al villaggio tramite appositi trucchi.
Inoltre, l'autore del gioco ha lasciato messaggi ai giocatori in zone che, a meno che non si utilizzino gli "effetti delle droghe" e le "abilità extra", non sono raggiungibili. Oltre ai messaggi, l'autore ha anche collocato delle ragazze nude come ricompensa per il tempo speso per arrivare in quelle aree.

## Distribuzione
La DWC Software, intenzionata a vendere il gioco al dettaglio, non poté distribuire il videogioco tramite i canali commerciali convenzionali a causa della classificazione "Adults Only" della Entertainment Software Rating Board. Pertanto, produttori di console come Nintendo, Sony e Microsoft rifiutarono che tali tipologie di giochi così spinte entrassero nei loro sistemi di intrattenimento. L'amministratore delegato della D-Dub e sceneggiatore di BoneTown criticò pesantemente le iniquità della ESRB, affermando che la società fosse consapevole che il gioco non era adatto a un pubblico di bambini, ma piuttosto per individui maggiorenni. Dopo la proibizione da parte della ESRB sul prodotto, l'azienda di videogiochi D-Dub decise di tentare di creare la propria industria dei videogiochi per adulti, vendendo il videogioco privatamente tramite il proprio sito o tramite siti di vendita online come Amazon.
Nel 2013, la D-Dub Software decise di pubblicare su Steam Greenlight una versione censurata di BoneTown, con una classificazione della ESRB "Mature", intitolata BoneTown: Mature Edition. I contenuti pornografici sono stati completamente rimossi dal gioco, causando critiche e lamentele da parte dei videogiocatori.

### DLC
Episode One (2009)
Episode One è il primo DLC distribuito dalla D-Dub Software. I contenuti aggiunti comprendono una missione secondaria che si svolge in due parti, un boss e un "boss pipa" (Amish Cokehead) che potenzierà gli effetti del "Crack". Sono incluse anche due nuove ragazze: una sarà di fianco al "boss pipa", mentre la seconda ragazza, nota come la "ragazza-angelo", farà parte di una corsa a ostacoli a tempo, in cui sarà necessario raggiungerla prima che il timer si azzeri Inoltre, il DLC include un film pornografico della Sugar DVD intitolato Freshly Squeezed 3 ½, con protagonista Natasha Nice, attrice pornografica.
Tiger Woods Affair Tour 10 (2010)
Tiger Woods Affair Tour 10 è il secondo DLC che vede come protagonista il golfista statunitense Tiger Woods, permettendo ai giocatori di impersonare il famoso atleta. Questo DLC è stato distribuito come parodia della vita scandalosa di Woods, che è spesso finito su giornali e riviste scandalistiche statunitensi per aver avuto relazioni con diverse amanti.In seguito, il DLC è stato ritirato a causa di denunce dopo il suo rilascio.

## Accoglienza
Nonostante il gioco non abbia avuto una distribuzione tramite canali commerciali convenzionali, si è fatto conoscere in modo alternativo sfruttando siti internet di divulgazione sui videogiochi, forum, community, video di gameplay e recensioni su YouTube, ottenendo sia critiche positive che negative.
BoneTown è stato ben accolto negli Stati Uniti, ricevendo da siti e riviste specializzate nel settore, sia della pornografia che dei videogiochi, numerose critiche sia positive che negative riguardo a alcuni contenuti inclusi nel gioco. Il sito statunitense TheVirtualSexReview.com considerò il gioco un mix tra Grand Theft Auto, Leisure Suit Larry e 3D SexVilla 2, apprezzando gli aspetti del gioco e elogiando la grafica, il suono e il gameplay. Anche il sito statunitense AdultGameReviews.com ha ritenuto che il videogioco fosse molto differente rispetto a un gioco basato unicamente sul sesso, evidenziando che se si desidera usufruire solo delle tematiche sessuali, basta entrare nella modalità "fantasy" disponibile nel gioco. La NaughtyGameSource.com affermò che BoneTown è il primo videogioco a predominante tema sessuale in cui non tutto ruota attorno al sesso, come visto in altri giochi valutati dalla Naughty Game Source; la quale elogia gli ambienti, la personalità dei personaggi e le missioni presenti nel gioco. La rivista periodica di carattere pornografico Hustler critica positivamente il gioco, considerandolo una novità tra tutti i videogiochi pornografici visti finora. Tuttavia, altri critici del settore videoludico hanno considerato il videogioco troppo offensivo e razzista.